# Marvin Dominique
Marvin Dominique (Miramar, Florida; 22 de diciembre de 1991) es un exjugador de baloncesto estadounidense nacionalizado haitiano. Con 2,01 metros de altura jugaba en la posición de ala-pívot.

## Escuela secundaria
Se formó en el Miramar High School de su ciudad natal, Miramar, Florida (2008-2009) y en el Winchendon Preparatory High School, situado en Winchendon, Massachusetts (2009-2010).

### Miramar
Con Miramar como senior promedió 9,2 puntos y 6,8 rebotes, teniendo como actuaciones destacadas los 22 puntos, 15 rebotes y 5 tapones en la derrota contra Ely en los play-offs de conferencia y los 19 puntos y 20 rebotes que logró en un partido de liga regular. Fue seleccionado en el mejor quinteto del distrito y nombrado MVP del equipo como junior y senior. Fue clasificado por la web HoopScoop.com como el 48.º mejor jugador de Florida de la clase del 2009.

### Winchendon
Fue seleccionado en el mejor quinteto del torneo SAS Holiday Classic de 2009, donde Winchendon ganó los dos partidos que jugó (76-61 contra Brimmer & May y 73-55 contra Marianapolis). Fue clasificado por New England Recruiting Report como el 18.º mejor jugador del estado de Massachusetts. Ayudó al equipo a acabar con un récord de 30-10, cayendo contra Brewster Academy en la final del NEPSAC y contra St. Thomas More (63-62 en la prórroga) en los cuartos de final del torneo National Prep Championship.

## Universidad
Tras graduarse en 2010, se unió a la Universidad de Fordham, situada en Nueva York, donde estuvo dos temporadas (2010-2012) antes de ser transferido como junior a la Universidad de St. Peter's, situada en Jersey City, Nueva Jersey, donde pasó los dos años restantes (2013-2015).

### Fordham
En su año freshman (2010-2011), jugó 20 partidos (4 como titular) con los Rams, promediando 4,5 puntos y 5,5 rebotes (3.º mejor reboteador del equipo) en 19,6 min, aunque se perdió los ocho últimos partidos de la temporada debido a una lesión en el hombro. Cogió 10 o más rebotes en 4 partidos.
En su año sophomore (2011-2012), jugó 29 partidos (4 como titular) con los Rams, promediando 2,9 puntos y 3,1 rebotes en 12,2 min.
Disputó un total de 49 partidos (8 como titular) con los Fordham Rams entre las dos temporadas, promediando 3,7 puntos y 4,3 rebotes en 15,9 min de media.

### Saint Peter's
Al término de su temporada sophomore, fue transferido a los Peacocks de la Universidad de St. Peter's, aunque se pasó toda la temporada 2012-2013 en blanco debido a las reglas de la NCAA al cambiar de universidad.
En su año junior (2013-2014), fue elegido en el tercer mejor quinteto de la Metro Atlantic Athletic Conference. Jugó 31 partidos (30 como titular) con los Peacocks, promediando 16,5 puntos (51,8 % en tiros de 2 y 34,3 % en triples), 8,8 rebotes y 1 robo de balón en 33,5 min. Acabó en la Metro Atlantic Athletic Conference como el 3.º mejor % de tiros de campo (47,5 %), el 4.º en tiros de campo anotados (190), el 5.º en tiros de 2 anotados (156), el 8.º mejor % de tiros de 2, el 4.º en rebotes ofensivos (92) y defensivos (183) totales, el 3.º en rebotes totales (275), el 9.º en puntos totales (514), el 10.º en min por partido, el 7.º en puntos por partido y el 3.º en rebotes por partido.
Anotó 31 puntos (máxima anotación de su carrera universitaria) y cogió 14 rebotes contra los LIU Brooklyn Blackbirds el 9 de noviembre de 2013, metió 12 puntos contra los Hampton Pirates el 12 de noviembre de 2013, marcó 15 contra los Kent State Golden Flashes el 17 de noviembre de 2013. Anotó 11 puntos y cogió 11 rebotes contra los Fairleigh Dickinson Knights el 23 de noviembre de 2013, marcó 21 puntos contra los Binghamton Bearcats el 26 de noviembre de 2013, metió 20 puntos contra los Boston University Terriers el 30 de noviembre de 2013. Anotó 25 puntos y cogió 10 rebotes contra los Canisius Golden Griffins el 6 de diciembre de 2013, marcó 10 puntos y atrapó 16 rebotes (máximo n.º de rebotes de su carrera universitaria) contra los Niagara Purple Eagles el 8 de diciembre de 2013, metió 25 puntos contra los Seton Hall Pirates el 14 de diciembre de 2013. Anotó 11 puntos y cogió 14 rebotes contra los Hartford Hawks el 22 de diciembre de 2013, marcó 26 puntos y atrapó 13 rebotes contra los Cornell Big Red el 28 de diciembre de 2013, metió 15 puntos contra los Manhattan Jaspers el 2 de enero de 2014.
Anotó 26 puntos y cogió 10 rebotes contra los Canisius Golden Griffins el 4 de enero de 2014, metió 17 puntos contra los Quinnipiac Bobcats el 12 de enero de 2014, marcó 16 puntos contra los Rider Broncs el 16 de enero de 2014. Anotó 21 puntos y cogió 12 rebotes contra los Marist Red Foxes el 20 de enero de 2014, metió 18 puntos contra los Iona Gaels el 26 de enero de 2014, marcó 12 puntos contra los Rider Broncs el 31 de enero de 2014. Anotó 15 puntos y cogió 9 rebotes contra los Manhattan Jaspers el 4 de febrero de 2014, metió 17 puntos y atrapó 12 rebotes contra los Siena Saints el 7 de febrero de 2014, marcó 20 puntos contra los Monmouth Hawks el 9 de febrero de 2014. Anotó 13 puntos contra los Iona Gaels el 12 de febrero de 2014, metió 15 puntos y cogió 14 rebotes contra los Quinnipiac Bobcats el 16 de febrero de 2014, marcó 20 puntos contra los Marist Red Foxes el 20 de febrero de 2014. Anotó 12 puntos contra los Monmouth Hawks el 22 de febrero de 2014, metió 12 puntos y cogió 10 rebotes contra los Fairfield Stags el 25 de febrero de 2014, marcó 17 puntos contra los Niagara Purple Eagles el 2 de marzo de 2014. Anotó 11 puntos y cogió 14 rebotes contra los Fairfield Stags el 6 de marzo de 2014, marcó 14 puntos contra los Manhattan Jaspers el 8 de marzo de 2014.
En su último año, su año senior (2014-2015), llegó con los Peacocks a las semifinales del torneo de la Metro Atlantic Athletic Conference y a final de temporada fue elegido en el segundo mejor quinteto de la Metro Atlantic Athletic Conference y en el mejor quinteto All-Academic de la Metro Atlantic Athletic Conference. Jugó 34 partidos (todos como titular) con un promedio de 13,8 puntos (50 % en tiros de 2 y 36,3 % en triples) y 7,2 rebotes en 32,2 min. Acabó en la Metro Atlantic Athletic Conference como el 5.º en partidos jugados en la temporada, el 7.º en min totales jugados, el 6.º en tiros de campo anotados (167), el 9.º en tiros de 2 anotados (130), el 9.º mejor % de tiros de 2, el 10.º mejor % de tiros libres (74,8 %), el 7.º en rebotes ofensivos totales (84), el 3.º en rebotes defensivos totales (162) y total de rebotes (246), el 8.º en puntos totales (472), el 10.º en puntos por partido y el 5.º en rebotes por partido.
Disputó un total de 65 partidos (64 como titular) con los Saint Peter's Peacocks entre las dos temporadas, promediando 15,2 puntos (50,9 % en tiros de 2 y 35,3 % en triples) y 8 rebotes en 32,8 min de media. Finalizó su carrera universitaria en la Metro Atlantic Athletic Conference como el 20.º en min por partido.

## Trayectoria profesional

### Viten Getafe
Tras no ser elegido en el Draft de la NBA de 2015, vivió su primera experiencia como profesional en la LEB Plata, la tercera división española, ya que el 18 de agosto de 2015, el Viten Getafe (equipo vinculado al Montakit Fuenlabrada), anunció su fichaje para la temporada 2015-2016.
Fue elegido en el mejor quinteto de la jornada de la LEB Plata en dos ocasiones (jornadas 20 y 23). En la derrota por 92-86 contra el Marín Ence PeixeGalego (29 puntos (7-10 de 2, 3-4 de 3, 6-8 de TL), 8 rebotes, 1 asistencia, 2 balones robados y 5 faltas recibidas para 33 de valoración) y en la victoria por 76-71 contra el C.B.Tarragona 2017 (22 puntos (6-8 de 2, 2-5 de 3 y 4-4 de TL), 12 rebotes, 2 asistencias, 2 balones robados, 1 tapón y 3 faltas recibidas para 32 de valoración.
Jugó 26 partidos de liga con el conjunto getafense, promediando 10,9 puntos (31,3 % en triples y 75,7 % en tiros libres) y 6,8 rebotes en 27,5 min de media.

### 2016-2020
En 2016 fue contratado por el Hørsholm 79ers de Dinamarca.
En 2019 jugó para el Malvín, de la primera división de Uruguay.
En 2020 se integró al Libertad de Sunchales, de Argentina.